# Collectanea Serica
Die Collectanea Serica („Gesammelte Schriften zu China“) ist eine Buchreihe des Instituts Monumenta Serica der Steyler Missionare, die sich an ein sinologisch interessiertes Publikum wendet. In ihr finden sich vor allem biografische wie regionale Studien zur Missions- und Religionsgeschichte sowie Untersuchungen zu religiöser Architektur und Kunst in China. Ein Merkmal der „Collectanea“ ist die Verwendung zahlreicher Illustrationen, Karten und anderer Bildmaterialien.